# Separação de misturas
Um processo de separação permite separar os componentes de uma mistura tanto em pequena escala, como nos laboratórios, quanto em grande, como na indústria.

## Métodos de separação de misturas

### Peneiração
Na peneiração separam-se partículas menores das maiores com o auxílio de uma peneira. As partículas maiores ficam retidas na peneira e as menores passam pela malha.
Ex: Areia fina e areia grossa, sal fino e sal grosso ou até mesmo farinha de trigo e o arroz, etc.

### Levigação
Levigação é um método de separação de sistemas heterogêneos de sólidos. Quando uma mistura se forma por substâncias sólidas de densidades diferentes, pode-se utilizar uma corrente de água para separá-las. É o caso do ouro, que nos garimpos normalmente é encontrado junto a uma porção de terra ou areia. Usa-se uma rampa de madeira ou uma bacia em que se passa uma corrente de água que serve para separar essas substâncias.
Exemplo: Ouro com terra ou areia.

### Decantação
A decantação é um processo de separação que permite separar sistemas heterogêneos. É utilizada principalmente em diversos sistemas bifásicos como sólido-líquido (areia é água), sólido-gás (poeira é gás), líquido-líquido (água é óleo) e líquido-gás (vapor d’água é ar). Exemplo : temos uma mistura A e ao esperar um tempo vimos que a parte mais densa depositou-se no fundo do recipiente, separando-a da parte menos densa, podendo então, transferir-se a parte líquida para qualquer local de sua escolha.(Pode-se utilizar uma maquina de decantação para concluir este tipo de separação de mistura)

### Centrifugação
Através da centrifugação se busca aumentar a velocidade de decantação com um aparelho chamado centrífuga ou centrifugador (que faz com que o sistema contido no tubo decante seja mais rápida). Esta máquina pode ser usada, por exemplo, na separação de glóbulos vermelhos do plasma sanguíneo ou para separar a nata do leite. Então a separação fica muito densa. Assim a substância fica retida na parede onde após é extraída e serve para separar materiais de densidades diferentes.

### Dissolução fracionada
Dissolução fracionada é uma técnica ou método de processo de separação para separar sistemas heterogêneos de dois ou mais sólidos, quando apenas um dos componentes se dissolve em um dado solvente. Pois, assim, o líquido dissolve esse componente e, por filtração, separa-se o outro componente; como exemplo, água com areia e sal.

### Evaporação
A evaporação é um fenômeno no qual átomos ou moléculas no estado líquido passam para o estado vapor. Ela acontece na separação de misturas homogêneas com componentes de diferentes pontos de ebulição. O movimento térmico de uma molécula de líquido deve ser suficiente para vencer a tensão superficial e evaporar. Por isso, a evaporação acontece mais rapidamente a altas temperaturas, a altas vazões entre as fases líquida e vapor e em líquidos com baixas tensões superficiais (isto é, com pressões de vapor mais elevado).
Exemplos: Transpiração ou suor e sal de onde é extraído das salinas, por meio de evaporação.

### Destilação simples
Para separar a mistura de água e sal e recuperar também a água, emprega-se a destilação simples. A mistura é aquecida e a água entra em ebulição, mas o sal ainda não. O vapor de água passa pelo interior de um condensador, que é resfriado por água corrente. Com esse resfriamento, o vapor condensa-se. A água liquida, isenta de sal, é recolhida no recipiente da direita e, ao final, restará sal sólido no frasco do lado esquerdo.
O líquido purificado que é recolhido no processo de destilação, recebe o nome de destilado.
A destilação simples serve para a separação de uma mistura homogênea de sólido e líquido, como sal e água, por exemplo. É importante que os pontos de ebulição das duas substâncias sejam bastante diferentes. A solução é colocada em um balão de destilação, feito de vidro com fundo redondo e plano, que é esquentado por uma chama. A boca do balão é tampada com uma rolha, junto com um termômetro. O balão possui uma saída lateral, inclinada para baixo, na sua parte superior. Nessa saída é acoplado o condensador.

### Destilação fracionada
Os sistemas homogêneos de dois ou mais líquidos oferecem uma razoável dificuldade para sua separação. A técnica da destilação fracionada pode ser usada com sucesso para separar algumas misturas desse tipo.
A destilação fracionada é um aprimoramento da destilação simples, na qual uma coluna de vidro cheia de obstáculos é colocada entre o condensador e o balão na qual a mistura é aquecida.
Os obstáculos permitem que o componente de menor ponto de ebulição chegue mais rapidamente ao condensador e destile primeiro. Assim que ele destilar totalmente, destilará o próximo componente líquido da mistura, que é recolhido em outro frasco.

### Catação

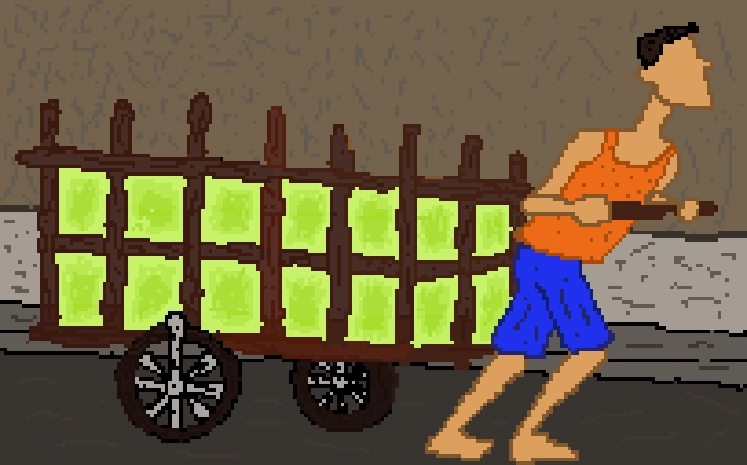
Exemplo: Representação de um catador de materiais recicláveis.

A catação é um tipo de separação manual de sistemas do tipo "sólido-sólido". As substâncias são separadas manualmente e pode utilizar uma pinça, colher, os dedos ou outro objeto auxiliador para a separação. É utilizada, por exemplo, na separação de grãos bons de feijão dos carunchos e pedrinhas. Também é utilizada na separação dos diferentes tipos de materiais que compõem os resíduos sólidos recicláveis como vidro, metais, papel, plásticos e entre outros. O trabalho desempenhado por catadores de materiais recicláveis que buscam dar uma destinação ambientalmente adequada para estes materiais pode ser considerado uma catação.

### Flotação
A flotação consta em separar sistemas heterogêneos sólidos com densidades diferentes através de outro de uma densidade intermediária. Nesse caso, o meio mais comum e mais utilizado é a água. Trata-se de uma técnica de separação muito usada na indústria de minerais, na remoção de tinta de papel e no tratamento de esgoto, entre outras utilizações. 
A técnica pode utilizar as diferenças das propriedades superficiais de partículas diferentes para as separar, como ocorre por exemplo no tratamento de esgoto: as partículas a serem flotadas são tornadas hidrofóbicas pela adição dos produtos químicos apropriados. Então, fazem-se passar bolhas de ar através da mistura e as partículas que se pretende recolher ligam-se ao ar e deslocam-se para a superfície, onde se acumulam sob a forma de espuma.

### Ventilação
Ventilação é um processo de separação de substâncias nos sistemas sólido-sólido heterogêneos através de vento. O sólido menos denso é separado por uma corrente de ar.
Exemplos: arroz + casca; café + casca. Ocorre geralmente na produção agrária, quando uma peneira é usada para o trabalhador jogar os grãos no ar e soprá-los, com o objetivo de separar o alimento de possíveis cascas.

### Fusão fracionada
Fusão fracionada é a técnica de separação de sistemas que se baseia nos diferentes pontos de fusão das matérias.
Ou seja, o sistema é aquecido até que um de seus componentes passe para o estado líquido, podendo assim ser separado do resto da mistura. Esse procedimento é repetido várias vezes, até que todas as substâncias da mistura estejam separadas.
As ligas metálicas são formadas pela mistura de vários elementos. Como cada elemento tem um ponto de fusão diferente, quando a liga é aquecida cada um irá derreter e se separar em um momento diferente.

### Sublimação
A sublimação é a mudança de estado físico do sólido para o gasoso, sem passar pelo estado líquido.O termo ressublimação é às vezes usado para designar o processo inverso - do estado gasoso para o sólido, mas muitos químicos desconsideram essa diferenciação. Outro nome para esse processo é "deposição", já que as moléculas do gás são depositadas na superfície do sólido. A naftalina é um  exemplo de substância sublimável

### Separação magnética
Separação magnética é um método de separação específico dos sistemas com um componente ferromagnético como o cobalto, o níquel e, principalmente, o ferro. Campos magnéticos são aplicados à mistura para reter as suas partículas ou para desviar a sua queda. É chamado também de imantação. É utilizado, por exemplo, para separar do lixo objetos de metal que serão reciclados.

### Filtração
Para separar um sistema sólido+líquido, pode recorrer-se a um solvente seletivo e, portanto, à separação por solução. Às vezes é possível encontrar um bom solvente para um dos componentes da mistura que, no entanto, não dissolve o outro ou os outros componentes, obtendo-se uma suspensão.
Quando uma mistura passa através de um papel de filtro, as suas partículas sólidas ficam retidas se o diâmetro da malha que forma o papel for suficientemente pequeno.
No caso das partículas sólidas serem muito pequenas pode recorrer-se a um filtro de porcelana porosa. O mais correto é o filtro de papel, que se dobra em quatro partes, formando-se um cone que se adapta à forma do funil. Existem também filtro de areia, argila e carvão.